# Мартынов, Василий Валерьевич
Васи́лий Вале́рьевич Марты́нов (род. 4 февраля 1995, Казань, Россия) — российский профессиональный баскетболист, играющий на позиции разыгрывающего защитника.

## Карьера
Мартынов начал заниматься баскетболом в Казани с отцом Валерием Анатольевичем. Выступая за ДЮСШ «УНИКС-Юниор» на первенстве России, в 13 лет Василия заметили Михаил Васильевич Комиссаров и пригласил в молодёжный проект подмосковных «Химок», в составе которых он завоевал чемпионство России и Европейской юношеской баскетбольной лиги (ЕЮБЛ).
В апреле 2011 года Мартынов отправился представлять страну на традиционном баскетбольном мероприятии для лучших школьников мира Jordan Brand Classic в городе Шарлотт (штат Северная Каролина, США).
На Василия начали обращать внимание лучшие баскетбольные специалисты России, но в том же 2011 году он приостановил игровую карьеру на 2 года из-за болезни. Врачи диагностировали проблемы с сердцем. Тогда казалось, что карьера в баскетболе для него завершена, однако в 2013 году специалисты не нашли противопоказаний к физическим нагрузкам, и Мартынов вернулся на паркет.
Сезон 2013/2014 он провёл в чемпионате Ассоциации студенческого баскетбола, где выступал за команду КНИТУ-КАИ (Казань).
В 2014 году Мартынов подписал 3-летний контракт с «Самарой».
В сезоне 2016/2017 Мартынов выступал за «Химки-Подмосковье» и «Химки-2». В Суперлиге он принял участие в 25 матчах, набирая в среднем 7,8 очка, 3 подбора, 2,8 передачи и 1 перехват за 26 минут игрового времени.
Перед началом сезона 2017/2018 Мартынов находился на просмотре в «Нижнем Новгороде». За 3 недели работы на предсезонных сборах он смог убедить тренерский штаб в своих способностях и подписал контракт с клубом на 3 года. В Единой лиге ВТБ он выходил на паркет в 22 играх и набирал в среднем 2,6 очка, 0,5 подбора и 1 передачу. В Кубке Европы ФИБА он отметился статистикой в 3,4 очка, 1,2 подбора и 1,9 передачи в 13 матчах.
Сезон 2018/2019 Мартынов начинал в «Спартаке-Приморье», но в феврале 2019 года покинул клуб и перешёл в «Новосибирск».
В августе 2019 года Мартынов продолжил карьеру в «Куполе-Родники».

## Сборная России
В 2010 и 2011 годах вместе со сборной России Мартынов участвовал в чемпионатах Европы (до 16 лет).

## Достижения
- Серебряный призёр Кубка России: 2017/2018
- Серебряный призёр Единой молодёжной лиги ВТБ: 2016/2017

## Статистика
| Сезон                                                                                   | Команда         | Лига                             | GP | GS | MPG  | FG%  | 3P%   | FT%   | RPG | APG | SPG | BPG | PPG |  |
| 2017/18                                                                                 | Все клубы       | Все лиги                         | 37 | 0  | 8,4  | 40,4 | 41,9  | 88,9  | 0,8 | 1,3 | 0,2 | 0,0 | 2,9 |  |
| 2017/18                                                                                 | Нижний Новгород | Единая лига ВТБ                  | 22 | 0  | 6,7  | 41,7 | 40,0  | 92,9  | 0,5 | 1,0 | 0,2 | 0,0 | 2,6 |  |
| 2017/18                                                                                 | Нижний Новгород | Кубок ФИБА Европы                | 13 | 0  | 11,3 | 37,8 | 40,0  | 100,0 | 1,2 | 1,9 | 0,2 | 0,0 | 3,4 |  |
| 2017/18                                                                                 | Нижний Новгород | Квалификация Лиги чемпионов ФИБА | 2  | 0  | 8,3  | 50,0 | 100,0 | 50,0  | 0,5 | 0,5 | 0,0 | 0,0 | 4,0 |  |
|                                                                                         |                 | Всего                            | 37 | 0  | 8,4  | 40,4 | 41,9  | 88,9  | 0,8 | 1,3 | 0,2 | 0,0 | 2,9 |  |
| Наведите курсор мыши на аббревиатуры в заголовке таблицы, чтобы прочесть их расшифровку |                 |                                  |    |    |      |      |       |       |     |     |     |     |     |  |

В составе Купола-Родников
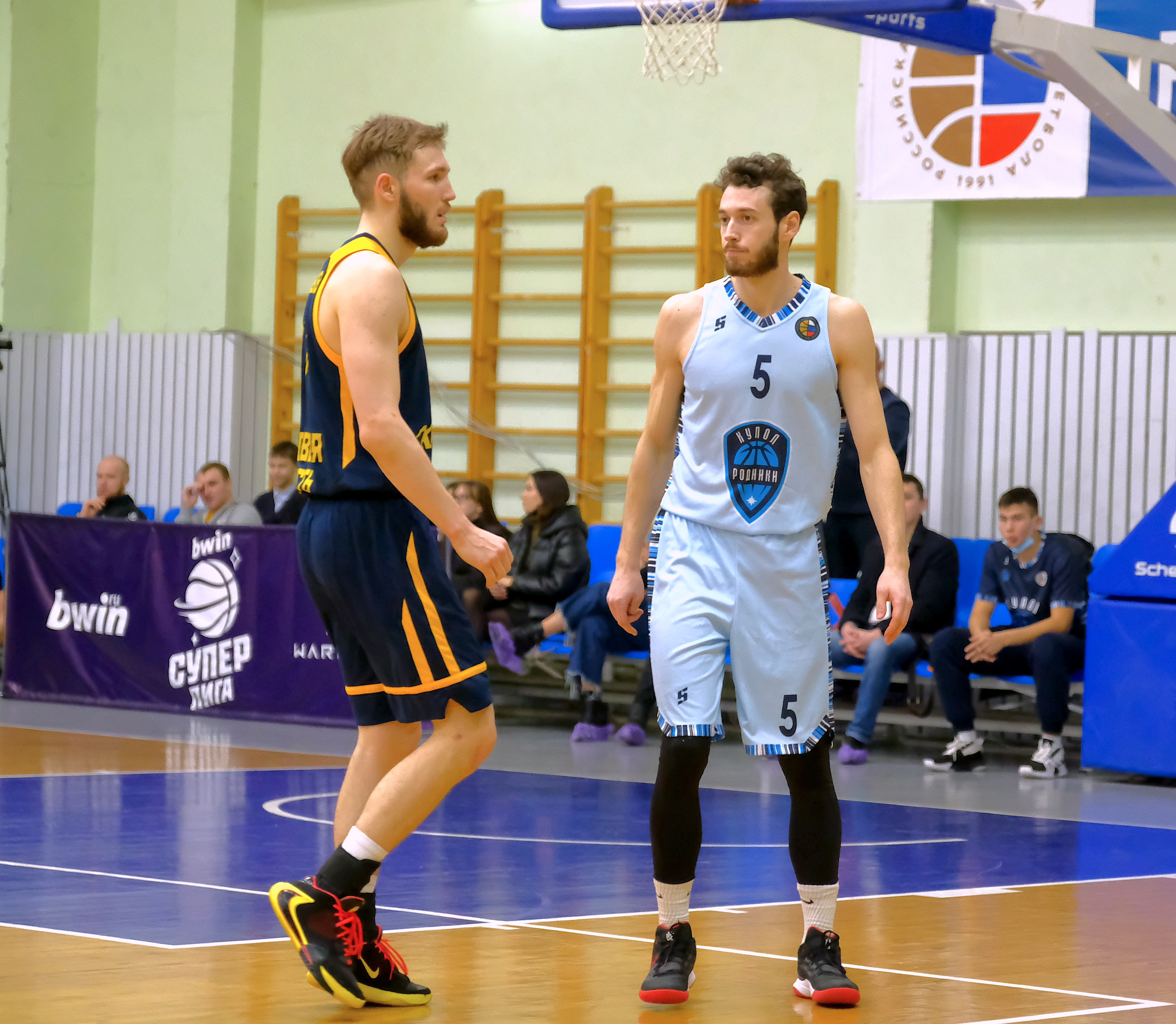
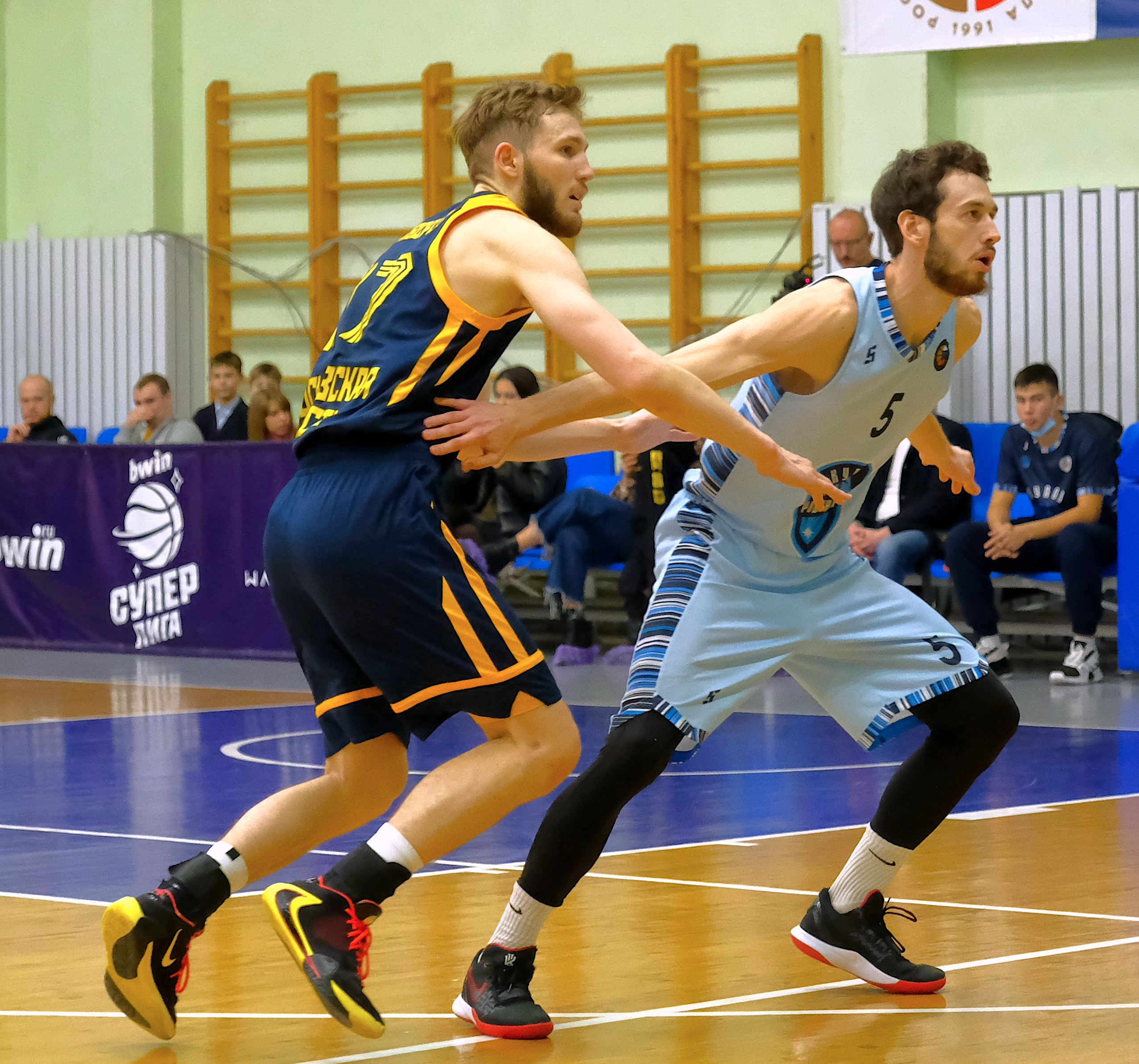
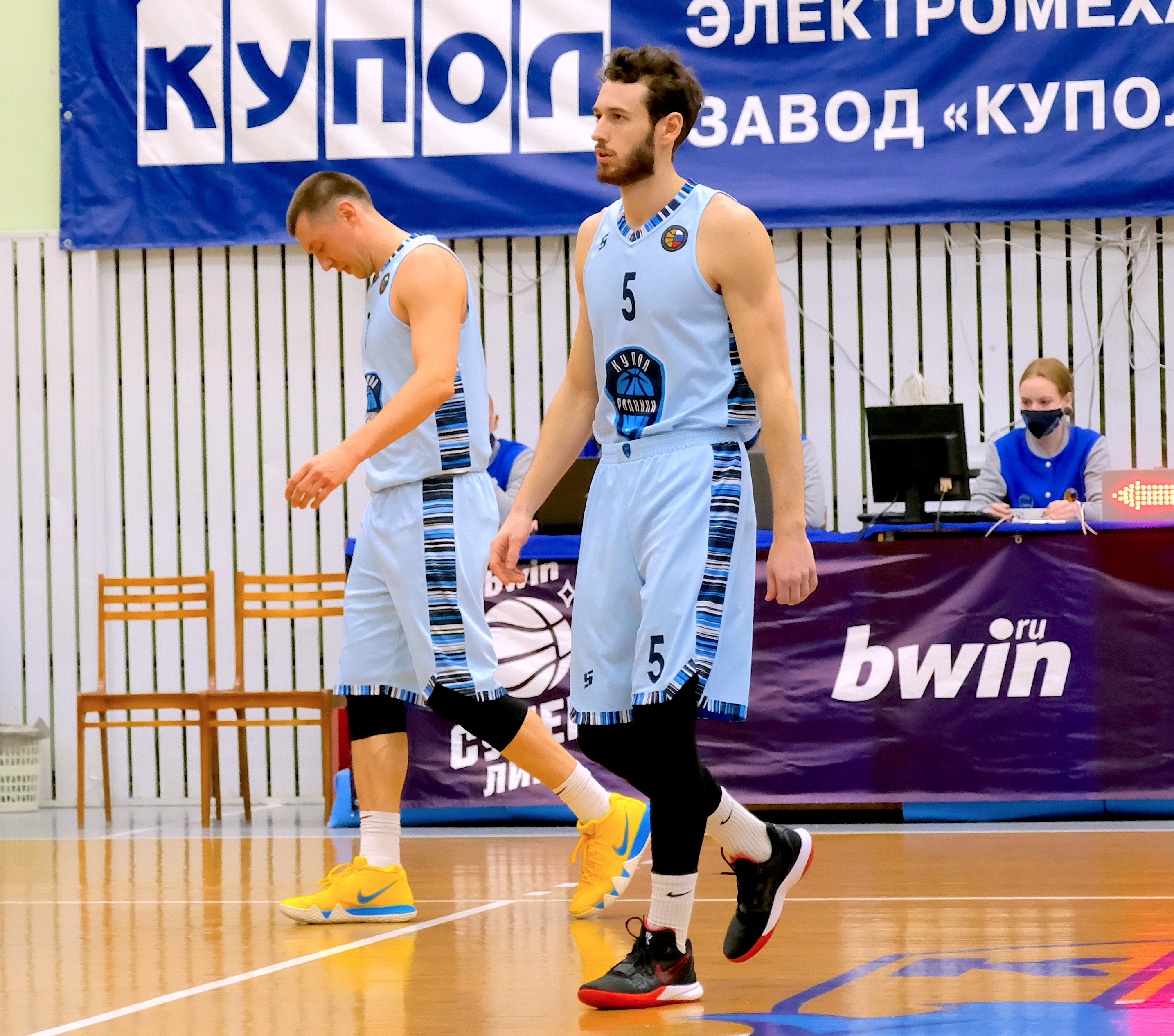
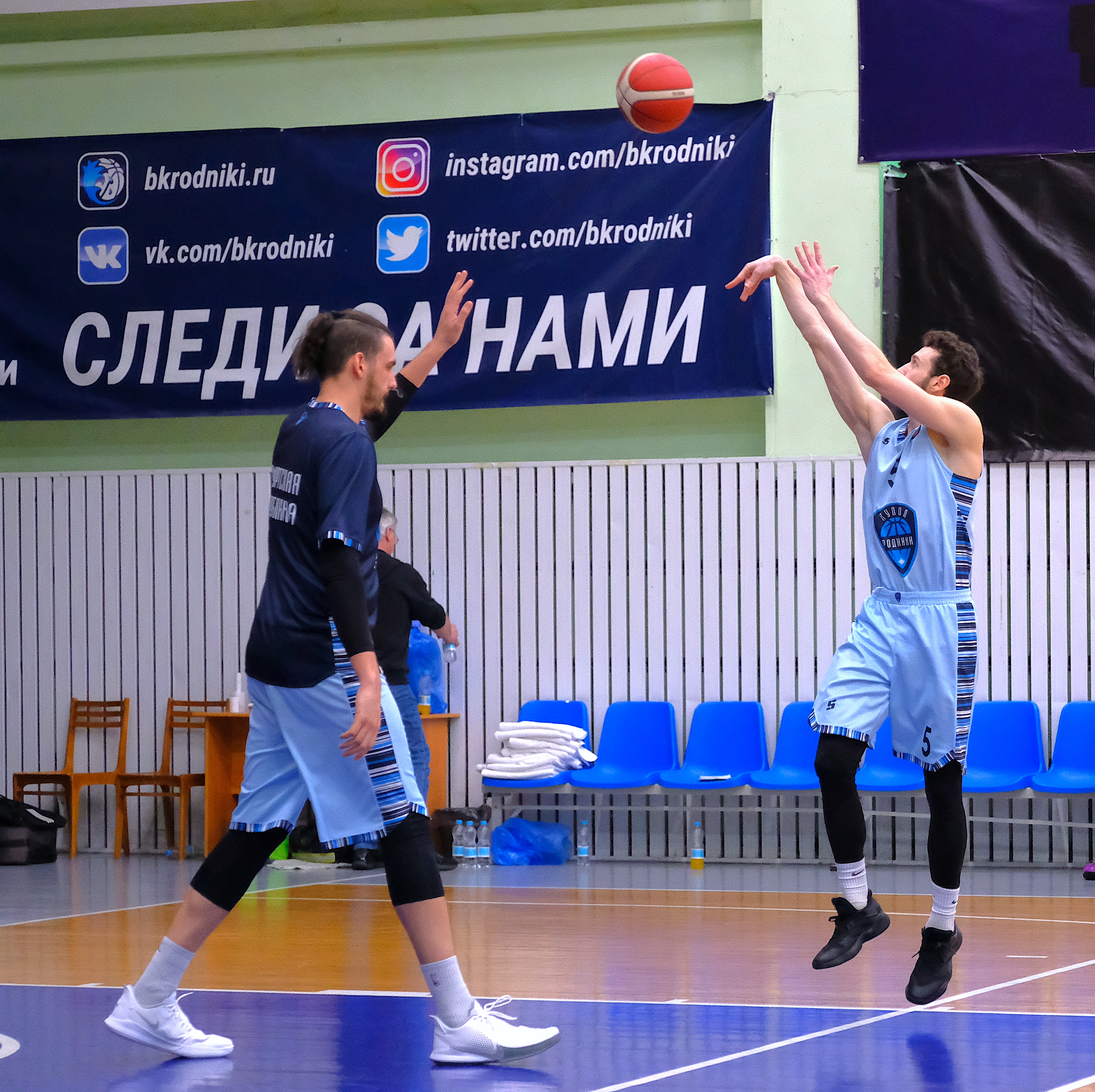
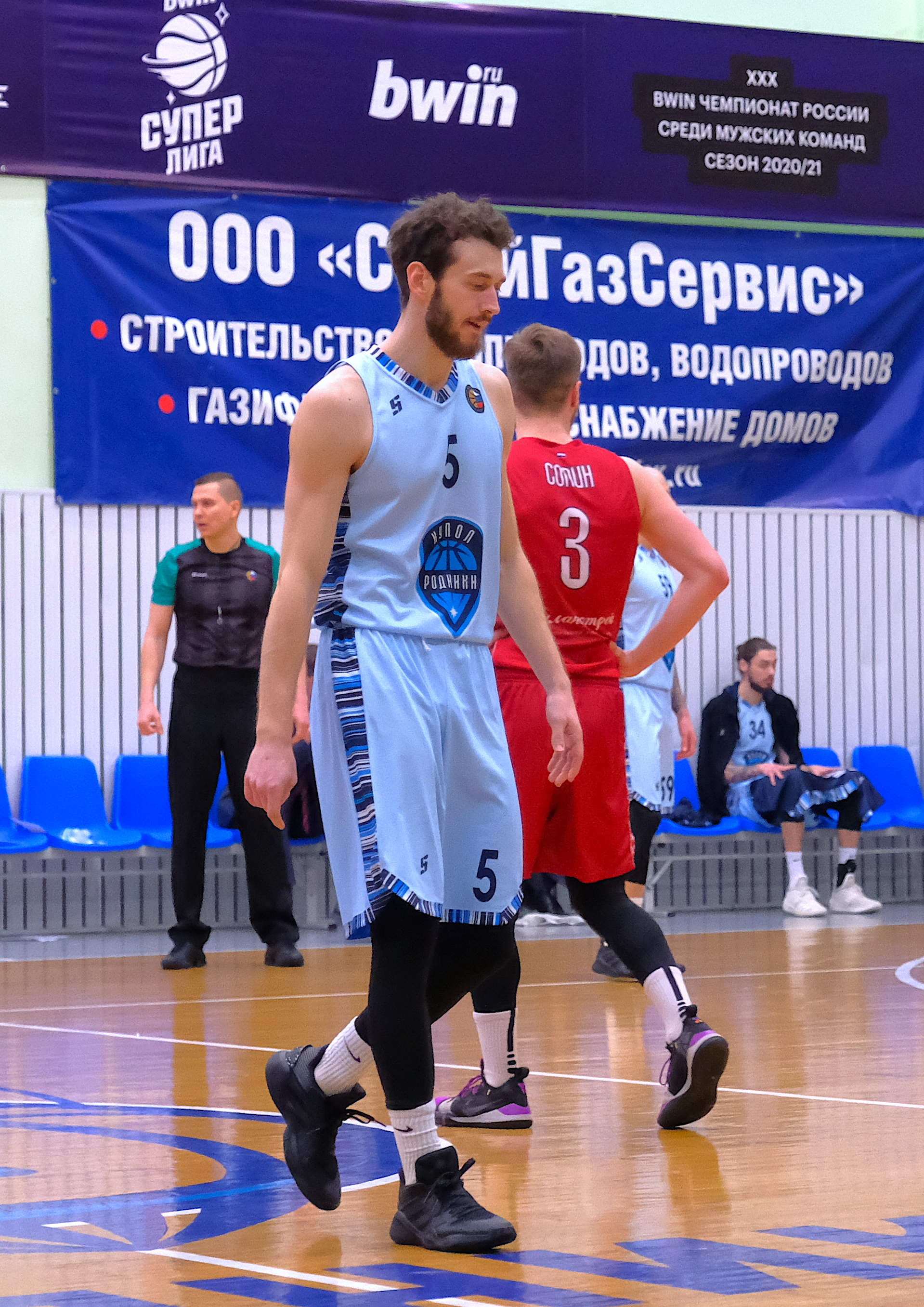
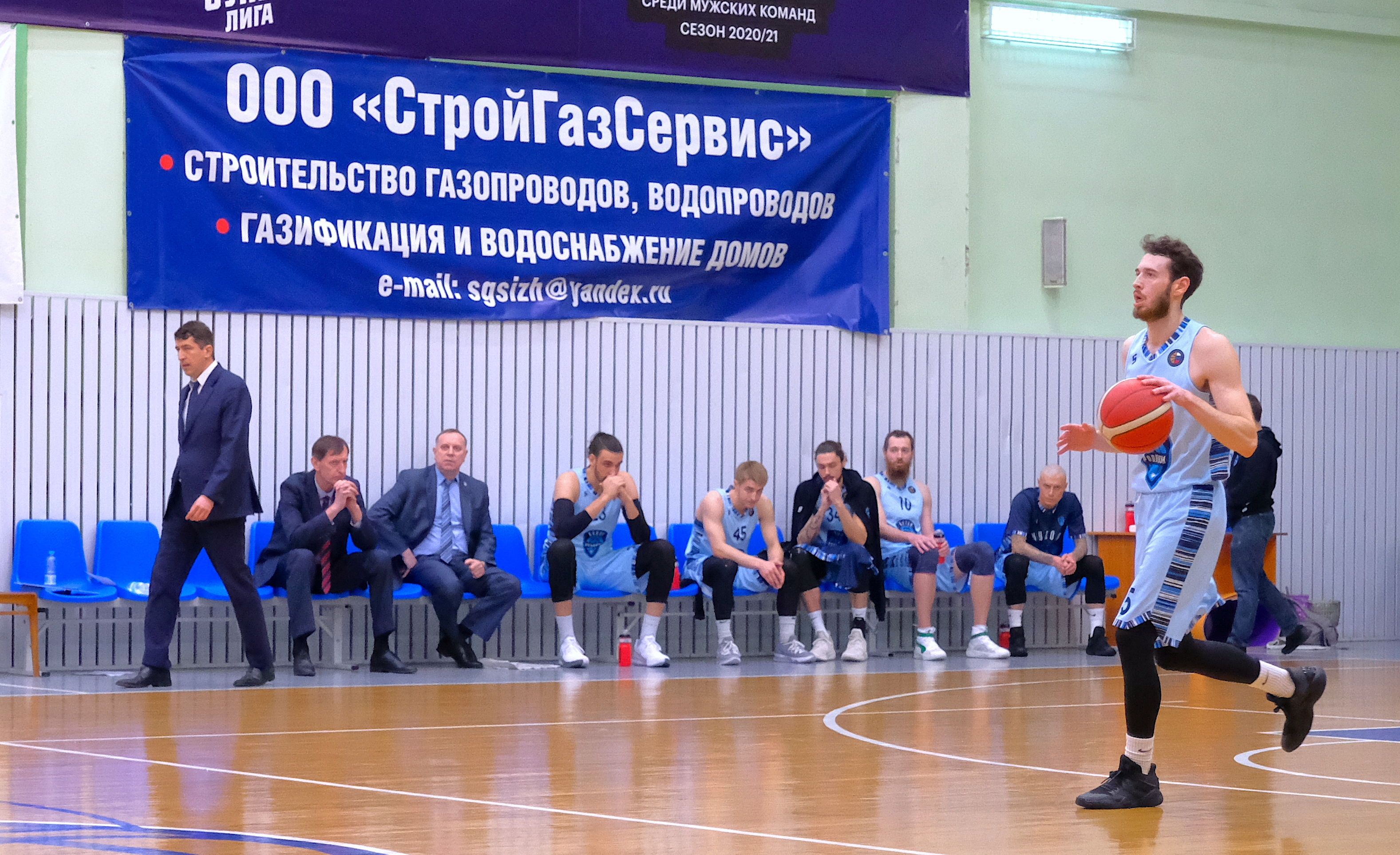